# الإيضاح في الخير المحض
الإيضاح في الخير المحض هو كتاب فلسفي اشتهر في العصور الاسلامية المبكرة، ثم في أوربة بترجمة لاتينية بعنوان Liber de Causis.
في القديم، نُسب الكتاب إلى أرسطو طاليس، لكن تبين فيما بعد أن أغلب محتوى الكتاب مقتبس من كتاب «مبادئ الالهيات» لبرقلس.

## انظر ايضا
- أثولوجيا أرسطو
- أرسطو المنحول

## المصدر
1. ↑  عبد الحي، طارق عبد المحسن (يوليو 2014). "التراجم العربية و أخطاء الباحثين العرب : كتاب الإيضاح في الخير المحض أنموذجا". هرمس. ج. 3 ع. 3: 87–112. DOI:10.12816/0010781.